# Upminster Bridge (London Underground)

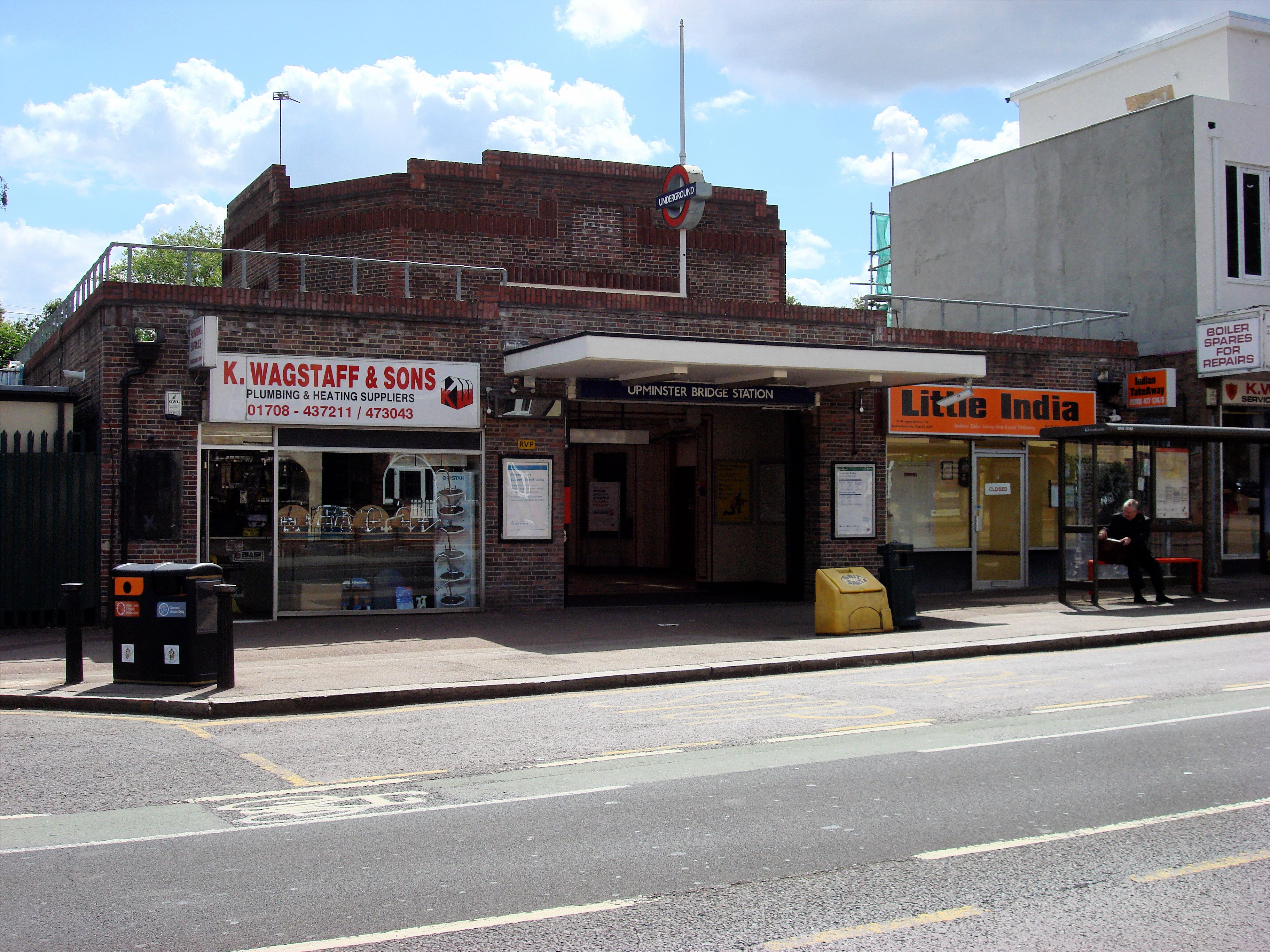
Bahnhof Upminster Bridge

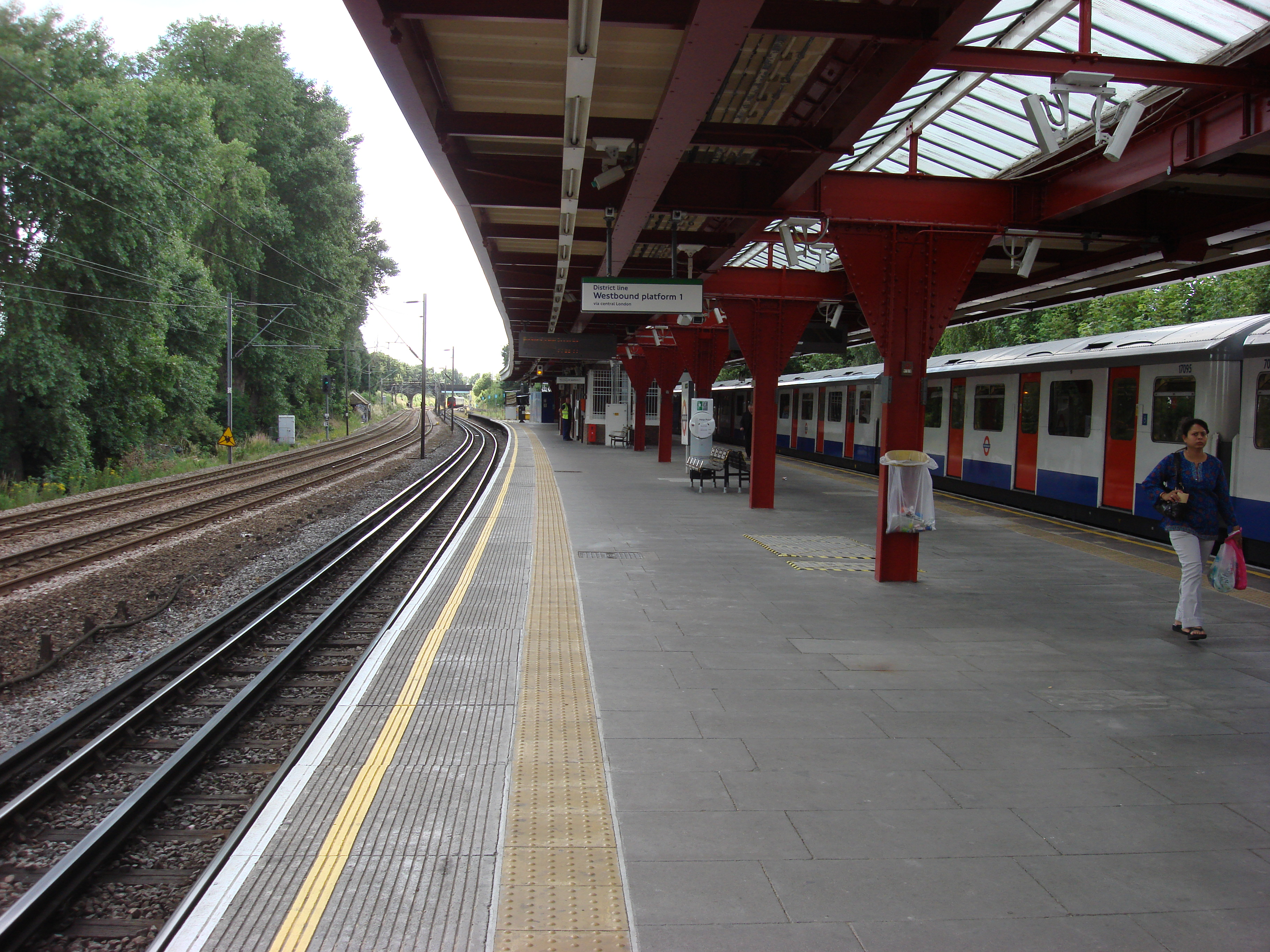
Bahnsteig

Upminster Bridge ist eine oberirdische Station der London Underground im Stadtbezirk London Borough of Havering. Sie liegt in der Travelcard-Tarifzone 6 an der Upminster Road. Mit 1,14 Millionen Fahrgästen im Jahr 2014 ist sie die am wenigsten genutzte Station der District Line. Der Stationsname bezieht sich auf eine Brücke in der Nähe, die über den Fluss Ingrebourne führt.

## Architektur und Geschichte
Die Eröffnung erfolgte am 17. Dezember 1934, etwas mehr als zwei Jahre nachdem die bereits bestehende Strecke zwischen Barking und Upminster elektrifiziert worden war. Die parallel verlaufende Strecke der Eisenbahn in Richtung Southend-on-Sea besteht seit 1888. Bereits zwischen 1905 und 1908 verkehrten hier Züge der District Line, damals allerdings noch von Dampflokomotiven gezogen und ohne Halt in Upminster Bridge. In den ersten Jahren wurde die Station von der Bahngesellschaft London, Midland and Scottish Railway verwaltet.
Die Schalterhalle des Stationsgebäudes ist in zweierlei Hinsicht bemerkenswert: Erstens weist die Halle eine polygonale Form auf, zweitens besteht das Fliesenmuster auf dem Boden aus einem umgekehrten Hakenkreuz, das in diesem Falle den Hinduismus und die Beziehung Großbritanniens zu Indien symbolisiert. An der Station vorbei führt der London Outer Orbital Path, ein Wanderweg rund um ganz Greater London.
Upminster Bridge gehört seit dem 5. Februar 2006 zu den ersten Stationen der London Underground, die nicht mehr mit Personal besetzt sind und über keinen Fahrkartenschalter verfügen. Gründe sind einerseits die geringe Nutzung, andererseits die zunehmende Verbreitung der Oyster-Card, wodurch weniger Verkaufspersonal erforderlich ist.